# Vasile Serghei
Vasile Serghei es un deportista rumano que compitió en piragüismo en la modalidad de aguas tranquilas. Ganó dos medallas en el Campeonato Mundial de Piragüismo en los años 1973 y 1974.

## Palmarés internacional
| Campeonato Mundial | Campeonato Mundial        | Campeonato Mundial | Campeonato Mundial |
| Año                | Lugar                     | Medalla            | Evento             |
| ------------------ | ------------------------- | ------------------ | ------------------ |
| 1973               | Tampere (Finlandia)       | Medalla de plata   | C2 10 000 m        |
| 1974               | Ciudad de México (México) | Medalla de bronce  | C2 1000 m          |